# تیگلیک اسید
تیگلیک اسید (به انگلیسی: Tiglic acid) با فرمول شیمیایی C5H8O2 یک ترکیب شیمیایی است. که جرم مولی آن ۱۰۰٫۱۱۶ گرم بر مول می‌باشد. 